# Dragon Ball Z: Budokai Tenkaichi
Dragon Ball: Budokai Tenkaichi, lanzado en Japón como Dragon Ball Z: Sparking! (ドラゴンボールZ Sparking!?), es una serie de juegos de lucha basados en anime y manga Dragon Ball de Akira Toriyama. Cada entrega fue desarrollada por Spike para PlayStation 2, mientras que Bandai en Japón y Atari los publicaron en todos los demás países de 2005 a 2007. La segunda y tercera entrega también se lanzaron para Nintendo Wii. El papel de Bandai ha sido desempeñado por los de Namco Bandai Games, y la red de distribución PAL de Atari fue absorbida por Namco Bandai Partners. Namco Bandai también ha manejado publicaciones en Norteamérica para futuros juegos de Dragon Ball Z desde 2010, terminando efectivamente la participación de Atari. La trilogía fue seguida por Dragon Ball Z: Tenkaichi Tag Team, lanzado en 2010 para PlayStation Portable y Dragon Ball Z: Ultimate Tenkaichi, lanzado en 2011 para PlayStation 3 y Xbox 360.
Recientemente se confirmó que habrá un Dragon Ball: Sparking! Zero para las plataformas de PlayStation 5, Steam, Xbox Series X y Series S.

## Origen del nombre
El "Sparking!" en el título japonés hace referencia a la última letra encontrada en el coro del primer tema de apertura de la serie anime Dragon Ball Z, "Cha-La Head-Cha-La", realizado por Hironobu Kageyama. Sin embargo, el tema de apertura del primer juego es la segunda apertura de la serie de televisión, "We Gotta Power" (presentada en la versión japonesa; la versión en inglés incluye una canción diferente, no vocal), que también se realiza por Kageyama.
El título de "Budokai Tenkaichi" de la versión norteamericana es una versión reorganizada de Tenkaichi Budokai (天下一武道会 Tenka'ichi Budōkai?, aproximadamente "Más fuerte bajo el torneo de artes marciales de los cielos"). En la serie, el "Tenka-ichi Budōkai".
A pesar de su título, la serie "Budokai Tenkaichi" no es una continuación de la serie Dragon Ball Z: Budokai. Además de un motor de juego completamente diferente, el juego fue desarrollado por una compañía completamente diferente. Las series también se titulan de manera diferente a la serie "Budokai" en Japón. Si fueran verdaderos juegos de "Budokai", el primer juego de la serie habría sido "Dragon Ball Z 4" en Japón. La especulación sobre el re-título en inglés es que Atari eligió comercializar el juego como parte de la serie Budokai para capitalizar un mercado preexistente de fanáticos ya familiarizados con dicha serie de juegos. La versión en inglés también utiliza una gran cantidad de efectos de sonido y música de fondo para la serie "Budokai".

## Jugabilidad
Los juegos son bastante diferentes de los Budokai, con los cuales se les compara a menudo. Los Tenkaichi utilizan una perspectiva de la cámara "detrás de la espalda" del personaje, viendo al personaje rival de frente con una ligera inclinación hacia un lado para evitar malas perspectivas que entorpezcan la visión del enemigo. A diferencia de los Budokai, cada forma de los personajes se trata como un personaje diferente, con diferentes características, set de movimientos y estilos, de forma similar a Dragon Ball Z: Supersonic Warriors. Por su parte, el libre deambular es similar a Dragon Ball Z: Sagas. En batalla, los jugadores pueden cargar su barra de Ki para ejecutar diversas técnicas, tales como la Guardia fuerte, que reduce el daño al personaje por 1/4. La barra de Ki también puede utilizarse para el uso de habilidades llamadas Ráfaga 2. Cada personaje tiene un conjunto único de Ráfaga 2 que permiten el uso de movimientos especiales como ataques de Ki y ataques físicos. Los personajes también tienen una indicador numérico llamado Indicador de reserva que permite a los jugadores utilizar las técnicas llamadas Ráfaga 1. Las Ráfaga 1, por lo general, tienen un efecto de soporte que permite recuperar la salud, inmovilizar al enemigo o crear una barrera protectora. Los jugadores también pueden utilizar un Indicador de reserva para entrar en un modo conocido como Modo poder máximo, que hace que el personaje sea más rápido, más fuerte y capaz de utilizar movimientos exclusivos de la modalidad. Uno de estos movimientos es la Ráfaga definitiva, que suele ser el movimiento más poderoso que un personaje tiene. Sin embargo, el uso de la Ráfaga definitiva inmediatamente termina el Modo poder máximo.

## Modos de juego
El modo historia de la serie (llamada Puerta de batalla Z, Aventura Dragón e Historia Dragón en cada juego respectivamente) avanza de manera similar a la historia narrada en el manga y anime. Los jugadores pueden seleccionar las batallas de diferentes sagas y proceder a través de la historia de Dragon Ball a Dragon Ball GT e incluso varias películas de Dragon Ball Z. Las Dragon Balls pueden ser adquiridas a través de la historia al destruir parte de los escenarios en el campo de batalla. Sin embargo, el jugador sólo puede obtener la Dragon Ball que encuentra si gana la batalla. Cada juego incluye varias historias y batallas "what-if". Por ejemplo, Budokai Tenkaichi tiene historias donde el jugador toma el control de un villano y lo utiliza para derrotar a los héroes, mientras que en Budokai Tenkaichi 2 hay modos en que Raditz y Zarbon hacen equipo con los guerreros Z por una razón u otra y Vegeta lucha con Goku después de haber destruido el huevo que contenía a Majin Boo librando su más grande batalla en un mundo sin Majin Boo. Budokai Tenkaichi 3 toma los "what-if" aún más lejos, permitiendo al jugador esencialmente crear su propia historia, que cambia en función de quién gana y pierde. Además, los cut-scenes se han integrado en las batallas.
Similar al mismo modo en los juegos Budokai, el jugador puede entrar a un torneo mundial y tratar de hacerse camino a la cima. Existen tres niveles básicos de torneo y el modo Cell Game (que es auspiciado por Cell). Dado que los personajes pueden volar, pueden dejar el perímetro de la arena, aunque que perderán en caso de que toque el suelo fuera de esta. No hay restricciones en el modo Cell Game, aunque la última batalla siempre es contra Cell completo o Cell perfecto, según el modo de dificultad. En Budokai Tenkaichi, al ganar los torneos, los jugadores recibe un objeto Z de premio, mientras que en Budokai Tenkaichi 2 los jugadores recibirán dinero que a su vez se utilizaría para comprar objetos Z. El modo torneo mundial puede ser jugado con varios personajes, pero si hay más de un jugador humano, no se recibe ningún premio. Otras características del juego incluyen más combos o combos específicos por personaje, los combos de ráfaga, y el Z Burst Dash. Los nuevos combos ayudaran a encadenar más ataques para obtener más daño y combos más largos. Los combos de ráfaga son combos normales con la diferencia de que si se presiona otro botón, en el ataque le permitirá utilizar un final de combo para un daño extra. El Z Burst Dash es una versión mucho más rápido y más evasiva de la persecución dragón. Permite al usuario llegar detrás del oponente a altas velocidades, ya sea para golpear o para evitar un ataque Ráfaga 2. El inconveniente de esta técnica es que gasta rápidamente la energía.se aumenta

## Historia

### Dragon Ball Z: Budokai Tenkaichi
Dragon Ball Z: Budokai Tenkaichi, publicado originalmente como Dragon Ball Z: Sparking! (ドラゴンボールZ Sparking! Doragon Bōru Zetto Supākingu!?) en Japón, es el primer juego en la serie Budokai Tenkaichi. El juego sólo está disponible para PlayStation 2. Fue lanzado en Japón el 6 de octubre de 2005, en Norteamérica el 18 de octubre de 2005 y en Europa el 21 de octubre de 2005. Ahora mismo es un título Greatests Hits.
El juego cuenta con 80 personajes seleccionables (90 contando transformaciones) y 13 escenarios para pelear. Sin embargo, este juego es el único en la serie que no permite transformaciones en batalla. El otro fallo de la jugabilidad era las escasas opciones que teníamos al elaborar combos o algún otro factor que enriqueciese el sistema de control, que era calcado a la serie, pero muy limitado.
A pesar de que no cuenta con la música original japonesa, la versión americana del juego permite seleccionar las voces en inglés (FUNimation) o japonés, conservando al mismo tiempo el diálogo escrito en inglés (adaptado del script japonés original por Steven J. Simmons'). Sin embargo, hay bugs conocidos en la versión americana de Budokai Tenkaichi que causa que partes en inglés y japonés del diálogo se crucen (por ejemplo, al hacer pelear a Goku SSJ4 contra Vegeta SSJ4, quien gane dirá un diálogo en japonés, así el idioma sea inglés).

### Dragon Ball Z: Budokai Tenkaichi 2
Dragon Ball Z: Budokai Tenkaichi 2, publicado originalmente como Dragon Ball Z: Sparking! Neo (ドラゴンボールZ Sparking! NEO Doragon Bōru Zetto Supākingu! Neo?) en Japón, es el segundo juego en la serie Budokai Tenkaichi. El juego está disponible para PlayStation 2 y Wii. Las versiones de PlayStation 2 y Wii tienen diferentes fechas de lanzamiento. Fue lanzado en PlayStation 2 en Japón el 5 de octubre de 2006, en Europa el 3 de noviembre de 2006, en Norteamérica el 7 de noviembre de 2006 y en Australia el 9 de noviembre de 2006. Las versiones de Wii son ligeramente posteriores, salió en Norteamérica el 19 de noviembre de 2006, en Japón el 1 de enero de 2007, en Europa el 30 de marzo de 2007, y en Australia el 5 de abril de 2007. Ahora es un título Greatests Hits, al igual que el Budokai Tenkaichi. Aunque originalmente confirmado como un título de lanzamiento en América para Wii, algunas tiendas comenzaron a vender la versión de Wii el 15 de noviembre de 2006. Una edición de V-Jump enumeraba enero de 2007 como fecha de lanzamiento en japonés de la versión de Wii. El juego ofrecido originalmente 73 personajes (129 contando transformaciones) y 16 escenarios, aunque las versiones de Wii japoneses y PAL vinieron con cinco nuevos personajes (más una transformación) y un escenario adicional como compensación de su tardío lanzamiento (dichos personajes podrán verse más abajo). Además, como material extra, en el juego existe una historia especial del Saiyajin Raditz, el soldado confiable de Freeza, Zarbon, y una historia alternativa de qué hubiera pasado si Majin Boo no hubiera despertado nunca.

### Dragon Ball Z: Budokai Tenkaichi 3
Dragon Ball Z: Budokai Tenkaichi 3, publicado originalmente como Dragon Ball Z: Sparking! Meteor (ドラゴンボールZ Sparking! METEOR Doragon Bōru Zetto Supākingu! Meteo?) en Japón, es el tercer juego de la serie Budokai Tenkaichi. El juego está disponible para PlayStation 2 y Wii. El juego fue lanzado en Japón el 4 de octubre de 2007, en Norteamérica el 13 de noviembre de 2007 y en Europa el 9 de noviembre de 2007 en PlayStation 2, la versión de Wii salió el 3 de diciembre de 2007 en Norteamérica, el 4 de octubre de 2007 en Japón y el 15 de febrero de 2008 en Europa.
Budokai Tenkaichi 3 cuenta con 97 personajes (161 con transformaciones), la mayor lista de personajes en cualquier juego de Dragon Ball Z, así como una de las más grandes en cualquier juego de lucha. Ryo Mito afirmó una vez que el juego iba a presentar personajes nunca antes vistos exclusivamente para el juego, resultando al final personajes tan dispares como Neo Shenron y Hatchan. Gamestop ofrece una versión exclusiva con un DVD bonus con los 10 mejores batallas de las series de televisión votado por los aficionados en la fecha de publicación.
Varios de los nuevos rasgos notables incluyen: repetición de batallas, escenarios de noche y día, la capacidad en línea de Wii y los discos de fusión de PS2. La repetición de batalla permite a los jugadores captar sus peleas favoritas y guardarlas en el disco duro para verlas más adelante. Los escenarios de noche y día permiten batallas más precisas en la historia de Dragon Ball, así como la capacidad de transformarse en Ōzaru mediante el uso de la Luna. También hay varias diferencias de tiempo, como el amanecer y la tarde, no todos los escenarios proporcionan diferentes etapas del día. La versión de Wii tiene capacidad para jugar en línea, el primer juego de la serie de tener tal característica. Los jugadores pueden luchar contra cualquier persona de todo el mundo con un sistema de clasificación que muestra la posición actual del jugador en comparación con cualquier otra persona. Como compensación por la falta de esta característica, Spike ha añadido un nuevo "Sistema de Disco Fusión" a la versión de PlayStation 2, insertando una copia de Budokai Tenkaichi o Budokai Tenkaichi 2, lo cual desbloquea Batalla definitiva y Batalla definitiva Z, modos que aparecen en los respectivos juegos necesarios para desbloquear.

### Dragon Ball Z: Tenkaichi Tag Team
Tenkaichi Tag Team fue originalmente titulado en japonés como "Dragon Ball Tag VS" y salió a la venta el 19 de octubre de 2010. Desarrollado para la consola portátil PSP, este juego cuenta con todas las mecánicas de juego original provenientes de Dragon Ball Z: Budokai Tenkaichi adaptadas al ya mencionado dispositivo PSP. El cambio más notorio es el hecho de que ahora, las batallas son, por lo general, por dos equipos de dos integrantes cada uno, teniendo más funciones como la persecución en equipo y el poder realizar combos con dos personajes, lo cual añade mayor dificultad pero a su vez fluidez a los combates.
Al igual que todos los juegos que le precedieron, cuenta con un modo historia, llamado "Caminante Dragón" el cual presenta una historia adaptada, con un mapa similar al que se vio en juego previos, con la peculiar característica de que ahora el mapa tiene proporciones 2.5D y los personajes con aspecto chibi, además, se añaden funciones como poder paralizar a los enemigos (que consume una barra de ki ubicada en la parte superior de la pantalla) y la de hacer un llamado de ki. El juego también incluye una opción llamada "Selección de Batalla", que a su vez contiene 2 modos, los cuales son "Batalla 100" (que se trata de cumplir misiones luchando contra diferentes equipos controlados por la IA) y "Supervivencia" (se debe combatir contra diferentes oleadas de enemigos, la barra de vida de los personajes se recupera un poco con cada lucha), además de la clasificación para consultar la clasificación del modo "Supervivencia". El juego también cuenta con batalla libre, multijugador, entrenamiento, la opción de personalizar y las opciones.
El juego no contó con la inclusión de ningún nuevo personaje, teniendo en total 48 personajes (72 contando transformaciones), y algunos personajes como Gotenks tienen como primera forma una transformación (siendo en este caso Super Saiyajin).

## Personajes seleccionables de DBZ
Cada personaje de la serie está basado en su contraparte del anime. Sus seiyū y actores de voz también tomaron parte en el desarrollo cuando fue posible para permitir una mayor fidelidad. Cada personaje tiene ataques y estilos de pelea basados aproximadamente en el material original. Por ejemplo el Kame Hame Ha de Gokū y el Garlic Hō de Vegeta. Algunos luchadores pueden transformarse durante las peleas (a partir de Budokai Tenkaichi 2), lo cual comúnmente hace al personaje más poderoso gracias a un mejor set de movimientos y, en algunos casos, aumenta la vida. Majin Boo regenera su vida paulatinamente en Budokai Tenkaichi 1.
Con cada juego, nuevos personajes son agregados a la lista. Por razones de simplificación la tabla siguiente introducirá los personajes que aparecen en el primer juego y la siguiente solamente los que fueron agregados en el siguiente.
| Personajes seleccionables | Personajes seleccionables | Personajes seleccionables | Personajes seleccionables         | Personajes seleccionables         | Personajes seleccionables         |
| Introducidos en Budokai Tenkaichi | Introducidos en Budokai Tenkaichi | Introducidos en Budokai Tenkaichi | Introducidos en Budokai Tenkaichi | Introducidos en Budokai Tenkaichi | Introducidos en Budokai Tenkaichi |
| --- | --- | --- | --------------------------------- | --------------------------------- | --------------------------------- |
| - Androide #16 - Androide #17 - Androide #18 - Androide #19 - Bardock - Bojack (Full Power) - Broly (SSJ Legendario) - Burter - Captain Ginyū - Cell (1.ª Forma, 2.ª Forma, Perfecto, Super Perfecto) - Cell Jr. - Chaos - Cooler (Final) - Dabrura - Dodoria - Dr. Gero - Freezer (1.er Forma, 2.ª Forma, 3.ª Forma, Final, 100% Poder) - Tao Pai Pai - Gogeta (SSJ4) - Gotenks (Base, SSJ, SSJ3) | - Guldo - Janemba (Super) - Jheese - Kame Sen'nin - Krilin - Majin Boo - Majin Boo (malo) (Base, Gotenks absorbido, Gohan absorbido) - Majin Boo (puro) - Majin Boo (pura maldad) - Mecha Freezer - Mr. Satán - Nappa - Piccolo (Final) - Raditz - Recoome - Saibaman - Son Gohan (Base, SSJ, SSJ2, Gran Saiyaman) - Gohan adolescente (Base, SSJ, SSJ2) - Gohan niño - Gohan (Saikyō no Senshi) | - Gokū niño - Gokū (Final) (Base, SSJ, SSJ2, SSJ3) - Gokū (GT) (SSj4) - Goten (Base, SSJ) - Super #17 - Super Gogeta - Ten Shin Han - Trunks del futuro (Base, SSJ, Super) - Trunks niño - Trunks (Espada) (Base, SSJ) - Vegeta (GT) (SSJ4) - Vegeta (Scouter) (Base, Ōzaru) - Vegeta (Final) (Majin) - Vegeta (Final) (SSJ2) - Vegeta (Base, SSJ, Super) - Baby Vegeta (Super Baby 2) - Vegetto (Base, SS) - Videl - Yamcha - Zarbon (Base, Transformado) |                                   |                                   |                                   |
| Introducidos en Budokai Tenkaichi 2 | | |                                   |                                   |                                   |
| - Abuelo Gohan - Androide #13 (Base, Fusión) - Appule1 - Bardock (Ōzaru) - Bojack - Broly (Base, SSJ) - Cooler - Kiwi - Tao Pai Pai Cyborg1 - Piccolo Daimaō1 - Soldado de Freezer1 | - Garlic Jr. (Base, Super) - Hildegarn - Janemba - Kame Sen'nin (Max Power) - Kaiō Shin del Este (Base, Kibitoshin) - Metal-Cooler - Nappa (Ōzaru) - Oob (Base, Fusionado) - Pan - Paikuhan - Raditz (Ōzaru) | - Robot de Pilaf (Base, Combinado) 1 - Slug (Base, Gigante) - Tapion - Salza - Turles (Base, Ōzaru) - Vegeta (Final) (Base, SSJ) - Vegeta Baby (Base, Super Baby 1, Ōzaru) - Videl (Great Saiyaman 2) - Yajirobe - Yi Xing Long (Base, Omega) - Zangya |                                   |                                   |                                   |
| Introducidos en Budokai Tenkaichi 3 | | |                                   |                                   |                                   |
| - Androide #8 - Akkuman - Arale - Babidi - Chichi Niña - Dr. Uirō - General Blue - Hatchan | - King Cold - Nail - Namu - Piccolo (Principio) - Rey Vegeta (Base, Ōzaru) - Seripa (Base, Ōzaru) - Sì Xīng Lóng | - Son Gohan del futuro (Base, SSJ) - Son Gokū (Principio) - Son Gokū (GT) (Base, SSJ, SSJ3) - Son Gokū (Medio) (Base, SSJ) - Spopovich - Tambourine |                                   |                                   |                                   |
| 1 Personajes que aparecieron solamente en la versión de Wii Europea y Japonesa de Dragon Ball Z: Budokai Tenkaichi 2, ahí fueron agregados a la versión Americana en Dragon Ball Z: Budokai Tenkaichi 3 | | |                                   |                                   |                                   |